# 王劍偉 (香港商人)
王剑伟（1912年—?），原上海著名石材商人，后移居香港，为港闻名企业家。

## 生平
王剑伟祖籍浙江宁波奉化县大堰鎮，出生贫穷家庭，另名名王绍福、王双福。17岁时赴上海洋行做学徒。后开办自己的公司，在今上海虹桥附近，经营大理石等石材，成为石材界著名商人。
1952年，移居香港。在港创办大伟行有限公司，出任董事长。除经营大理石、花岗岩等建筑材料外，还经营进出口业务。王剑伟在纺织业也有涉猎，担任琪娜织品有限公司的董事长。并担任东华三院的总理。
王剑伟也是慈善家，关心家乡教育，曾多次捐资助学办学。也曾捐资赈灾。
有子王绪亮，香港著名企业家，现任香港上海总会会长。

## 香港上海总会
1977年，宁波籍的王剑伟和上海籍的黄梦花二位在港工商业名人发起成立了上海联谊会。1980年，更名作上海总会，一般称作香港上海总会。上海总会是香港江浙籍人士联谊的注明社会组织。现有会员约2000人，多为香港各界名望人士。王剑伟先后担任上海总会会长和名誉会长。王剑伟其子王绪亮为现任会长。上海总会现为香港親建制派主要組織之一，香港八大民間社團之一。

## 社会兼职
- 香港上海总会，创始人之一，会长(1978年-1994年,第一屆至第八屆理事長)[3]、荣誉会长
- 香港奉化聯誼會，首屆會長[4]
- 香港甬港聯誼會，会长(1986年-1992年,第四屆至六屆)[5]、永遠名譽會長
- 上海市政协委员